# دلوسپرما اچیناتوم
دلوسپرما اچیناتوم (نام علمی: Delosperma echinatum) گیاهی آب‌دار است که یک گونه از سرده پیدادانه‌ها به‌شمار می‌رود.